# Ivan Graziani (album)
Ivan Graziani è il decimo album di Ivan Graziani pubblicato nel 1983.
Fu registrato negli Stone Castle Studios di Carimate (CO).

## Tracce

### LP
Lato A (MKAY 37095)
Testi di Ivan Graziani e Cheope, musiche di Ivan Graziani.
1. Signora bionda dei ciliegi – 4:29
2. Il chitarrista – 3:35
3. Palla di gomma – 6:12
4. 140 Kmh – 3:33

Lato B (MKAY 37096)
1. Navi – 5:13 (testo: Ivan Graziani e Cheope – musica: Ivan Graziani)
2. Nino Dale and His Modernists – 4:03 (Ivan Graziani)
3. Torna a casa Lassie – 4:26 (Ivan Graziani)
4. Gran Sasso – 4:05 (Ivan Graziani)

## Formazione
- Ivan Graziani - voce, chitarra
- Gaetano Leandro - sintetizzatore, programmazione, ARP
- Gian Piero Reverberi - tastiera, cori
- Aldo Banfi - sintetizzatore, programmazione
- Beppe Pippi - basso, cori
- Walter Calloni - batteria
- Bob Callero - basso
- Claudio Bazzari - chitarra acustica, chitarra elettrica
- Pierluigi Grandi, Antonella Melone - cori (contrappunti vocali)

Note aggiuntive
- Gian Piero Reverberi - produzione e arrangiamenti
- Registrato e mixato allo "Stone Castle Studios" di Carimate (eccetto i brani: Signora bionda dei ciliegi, Il chitarrista, Navi e le voci di 140 Kmh)
- Ezio De Rosa - ingegnere del suono (Stone Castle Studios)
- I brani: Signora bionda dei ciliegi, Il chitarrista, Navi e le voci di 140 Kmh, sono state registrate al Mulino di Milano
- Piero Bravin - ingegnere del suono (Mulino)
- Mario Convertino - copertina album
- Antonio Coni e Antonella Camera - coordinamento logistico[1]